# MapLight
MapLight és una organització sense afiliació política i sense ànim de lucre que revela la influència del diner en la política al Congrés dels Estats Units d'Amèrica. Actua per a eleccions amb finançament públic i vol reduir la influència dels poder del diner o dels grups industrials i financers en la política.
L'organització publica una base de dades gratuïta que combina d'un costat els fluxos monetaris i d'un altre costat les actuacions dels polítics. Estudien les relacions entre l'origen del finançament de campanyes electorals i el vot dels polítics voten pro o contra les proposicions de llei. MapLight obté les informacions a través d'un equip d'investigació propi, així com pàgines webs amb fonts de dades com el National Institute on Money in State Politics, el Center for Responsive Politics i GovTrack.
L'any 2008, MapLight va guanyar una Menció d'Honor en els premis Knight-Batten for Innovations in Journalism. També el 2008, MapLight va ser nominada com una de les cinc millors pàgines web en matèria política als Webby Award. El web també ha guanyat un premi James Madison Freedom of Information Award l'any 2009 i un UN World Summit Award per Govern electrònic l'any 2007.
MapLight rep donacions de les fundacions Sunlight Foundation, Open Society Foundations, MacArthur Foundation, Ford Foundation, Tides Foundation i els hereus de Christopher Sullivan Richardson. És un membre de l'agència de notícies Institut for Nonprofit News. També ofereix informació sobre els fluxos monetaris vinculats a la política dels estats de Califòrnia i Wisconsin, així com de la ciutat californiana de Los Angeles.

## Premis
- American Library Association's MARS: Emerging Technologies in Reference - Millor web de referència, 2012
- James Madison Freedom of Information Award from the Northern California Chapter of the Society of Professional Journalists - 2009
- Library Journal - Best Reference, 2008
- Knight-Batten Award for Innovations in Journalism - Menció d'Honor, 2008
- NetSquared Innovation Awards - Finalista, 2008
- Webby Awards Best Politics Website - Nominat, 2008
- Stockholm Challenge Award for Public Administration - Finalista, 2008
- U.N. World Summit Award for e.Government - Guanyador, 2007
- NetSquared Innovation Awards - Primer premi, 2007